# Coelichneumon flavoguttatus
Coelichneumon flavoguttatus là một loài tò vò trong họ Ichneumonidae.